# Magyarország 1957–1989 között
Magyarország 1956–1989 közötti időszaka, más néven a Kádár-korszak a Magyar Népköztársaság 1956. november 7-e és 1989. október 23-a közötti történelmének közkeletű elnevezése, nevét az országot 1988 májusáig vezető Kádár Jánosról kapta.

## Megtorlás és konszolidáció (1956–1963)

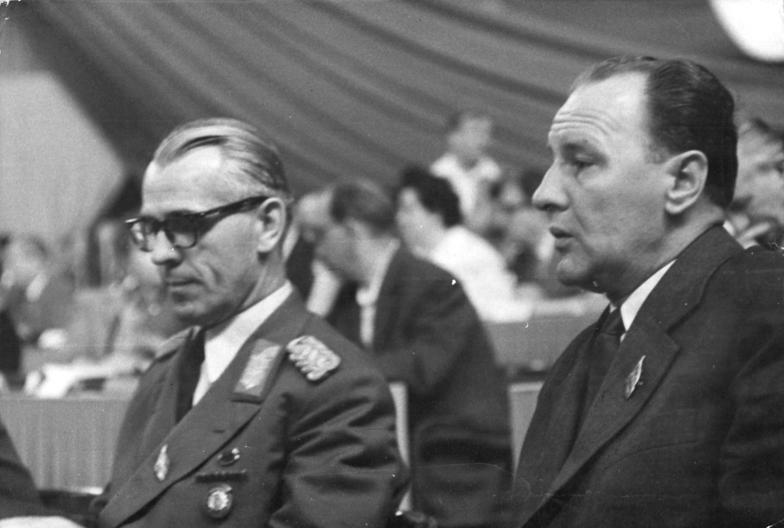
Kádár János (jobbra) Willi Stoph mellett (1958. július 12. Berlin)

Magyarország címere 1957–1990 között
(„Kádár-címer”)

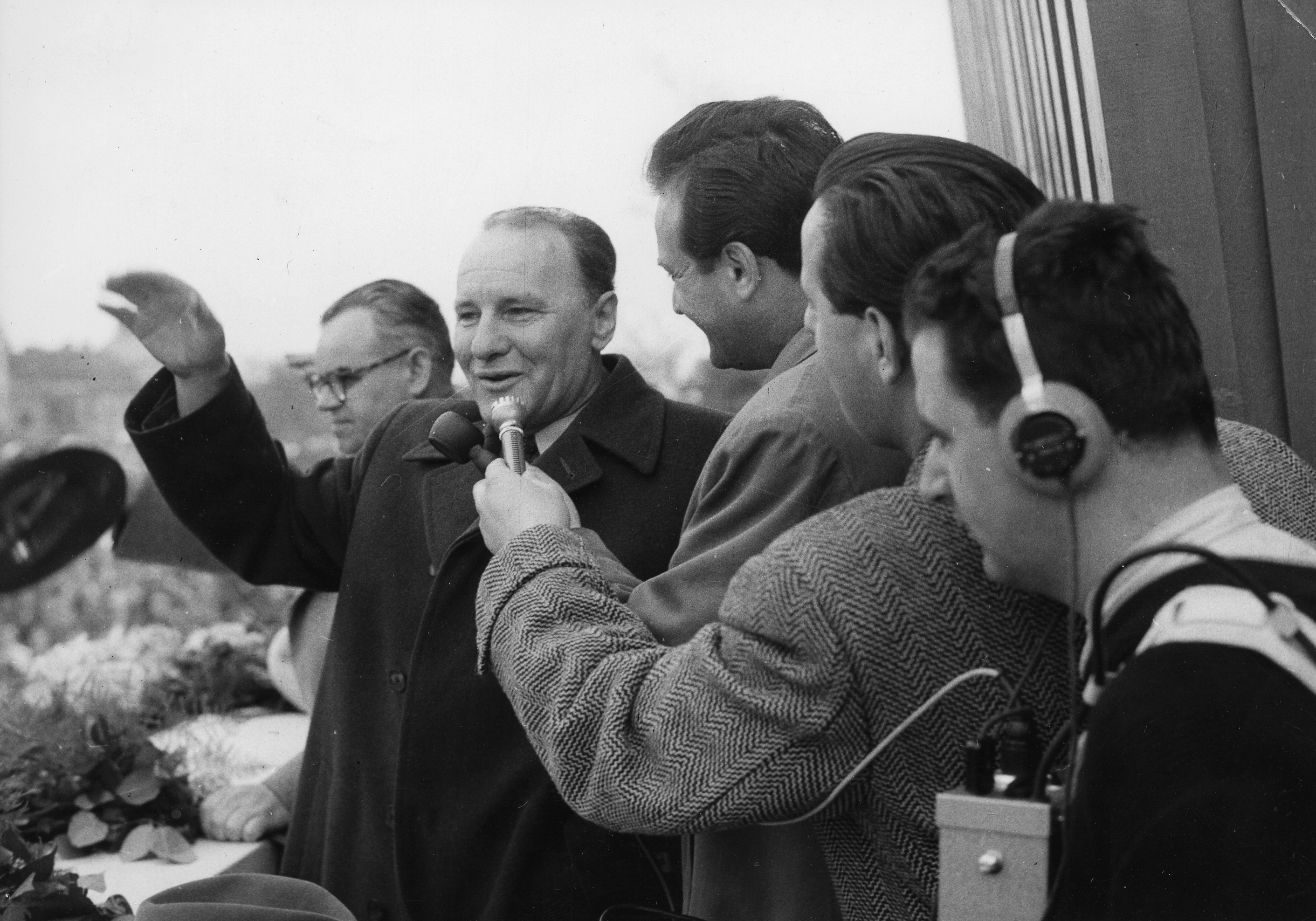
Szepesi György 1960. május 1-i riportot készít Kádár Jánossal a Felvonulási tér dísztribünjén

Az 1956-os forradalom leverésével egy időben Kádár Jánost jelölték ki Moszkvában magyar vezetőnek (bár Münnich Ferenc is esélyes volt rá). A kádári megtorlás során három év alatt mintegy 400 embert végeztek ki a forradalomban való részvételért, több mint 21 668 személyt börtönöztek be, 16-18 ezer főt internáltak. Restaurálták a Magyar Dolgozók Pártja irányításával 1948–1950 között kiépült kommunista diktatúra intézményrendszerét, ugyanakkor az új hatalom igyekezett féken tartani az MSZMP (Magyar Szocialista Munkáspárt) néven újjáalakuló, a hatalmi konstrukcióhoz szervezett kommunista párton belüli sztálinista ellenfeleit is. Rákosi Mátyást, Gerő Ernőt és keményvonalas társaikat 1962-ben végleg kizárták a pártból. A megerősödött diktatúra egyik fő politikai célja továbbra is az állampolgárok minél szervezettebb hatalmi felügyelete maradt. A terrort azonban lényegében már 1956/57 fordulójától csak szelektív módon alkalmazták. A hidegháború enyhülő szembenállásában az ENSZ és Nyugat-Európa politikája és állásfoglalása az úgynevezett „magyarkérdésben” egyértelművé tette, hogy az 1956 előtti politikához nincs visszatérés. Kádár (és ezáltal az egész ország) legitimitását a nyugati hatalmak ugyanis Magyarország ENSZ csatlakozásához kötötték, az ENSZ viszont állásfoglalásában elítélte a rendszert és napirendjén a „magyar kérdés” egészen a kádári kompromisszumig szerepelt.
Mint a forradalom előtti rendszer népszerűtlenségének egyik fő tényezőjét, az ÁVH-t nem szervezték újjá, arra viszont megvolt a lehetőség, hogy egykori tagjai az új fegyveres testületekbe, például az újjászerveződő rendőrségbe vagy munkásőrségbe jelentkezzenek. Sokan közülük éltek is ezzel a lehetőséggel.
A kompromisszum értelmében Kádár 1956 elítéltjeinek általános amnesztiát hirdetett. (Amelynek keretében 1960-ban, majd 1963. március 15-én a bebörtönzöttek mintegy 80%-át kiengedték.) Cserébe Magyarországot nemzetközileg elfogadták, lehetővé vált nagykövetek delegálása és fogadása, a nagyobb magánéleti szabadság és karrierlehetőségek engedélyezéséért cserébe a politikai aktivitás szigorú korlátait fenntarthatta, így lekerült a magyarkérdés az ENSZ asztaláról. 3000 politikai foglyot szabadon engedtek, de nem mindenkit, mert sokakat köztörvényesként ítéltek el.
1957. május elsején, alig fél évvel a forradalom leverése után a Hősök terén több százezres tömeg vett részt (nemzeti színű és vörös zászlókkal) a hivatalos ünnepségen és majálison és ezt mint Kádár melletti rokonszenvnyilvánítást tüntették fel. Valójában inkább a megfélemlítés, a felvonulás munkahelyi kötelezővé tétele, illetve a beletörődés és a szép tavaszi idő, a majális vitte ki az embereket.
A Dolgozó Ifjúság Szövetsége (DISZ) utódjaként 1957-ben megalakult a Kommunista Ifjúsági Szövetség (KISZ), a párt ifjúsági szervezete.
A még 1948-ban létrejött Szakszervezetek Országos Tanácsa (SZOT) nem érdekképviseletként működött, hanem a párt utasításait követte.
A forradalom során megroppant és eleve elavult szerkezetű gazdaság talpra állítását és a konszolidációt a 
KGST, a Szovjetunió, Románia és Kína támogatta kölcsönökkel, áruhitelekkel és segélyekkel. Persze a szovjetek utalták a legnagyobb összegeket, a hitelkeretek felhasználási módjait azonban szinte teljes körűen megszabták.
1961-re befejeződött az erőszakos kollektivizálás, aminek során a parasztokat sok esetben adminisztratív eszközökkel, zsarolással, veréssel kényszerítették, hogy földjeiket adják át a termelőszövetkezetek számára. Eredményeként a földek 90%-a TSZ-ek, állami gazdaságok kezére került. Megszűnt a beszolgáltatás rendszere és biztonságossá vált az élelmiszerellátás. 1963-ra minden településre eljutott az elektromos energia.
Több figyelmet fordítottak a könnyű- és élelmiszeriparra, de fennmaradt a tervgazdálkodás és a torz iparszerkezet pazarló, túlszabályozott és bürokratikus rendszere. Az infrastruktúrát továbbra is elhanyagolták. Környezetvédelmi szempontok fel sem merültek.

## Érett kádárizmus (1963–1979)

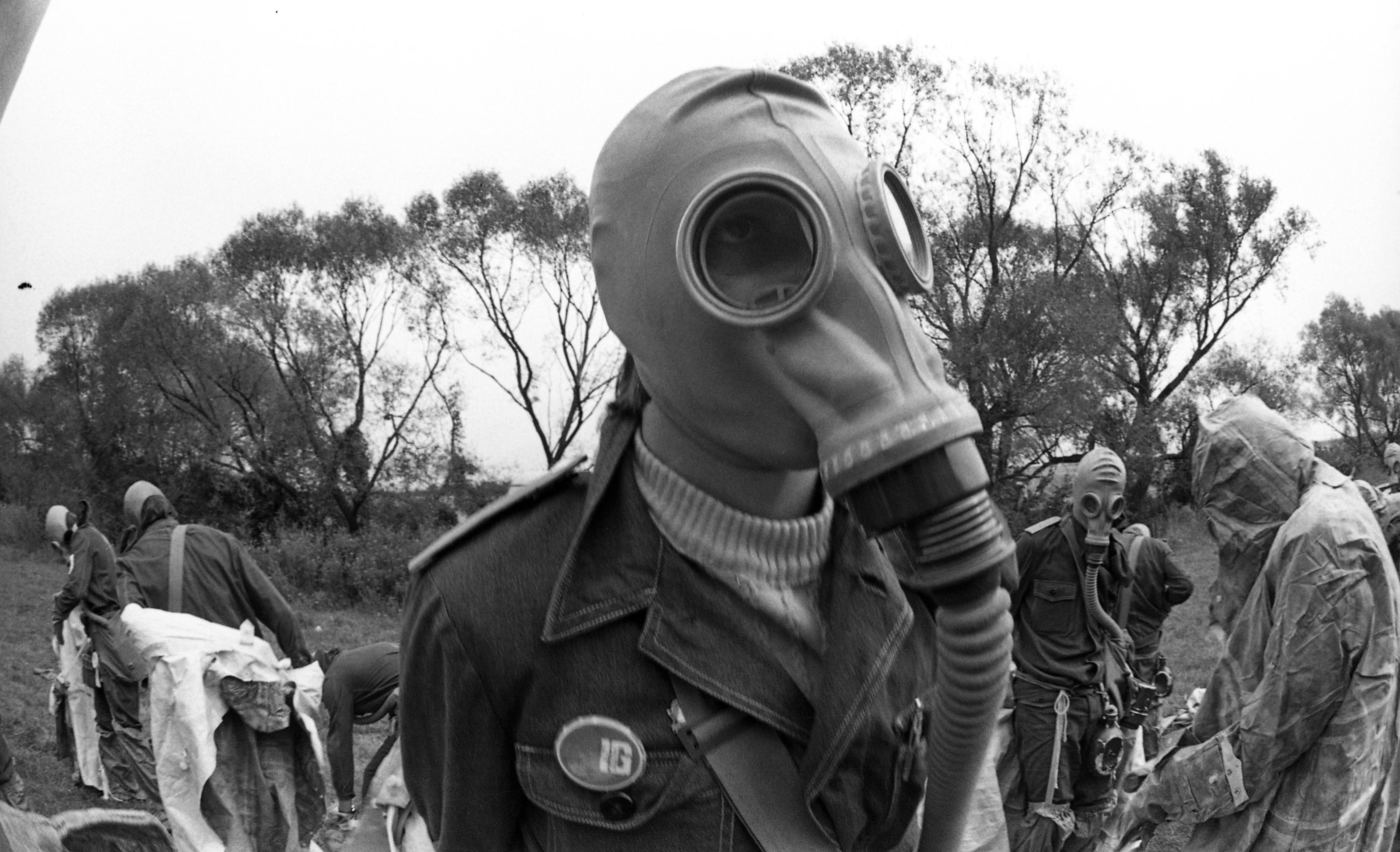
Ifjúgárdista gázálarcban az 1977-es VIII. Országos Ifjúgárda Szemlén

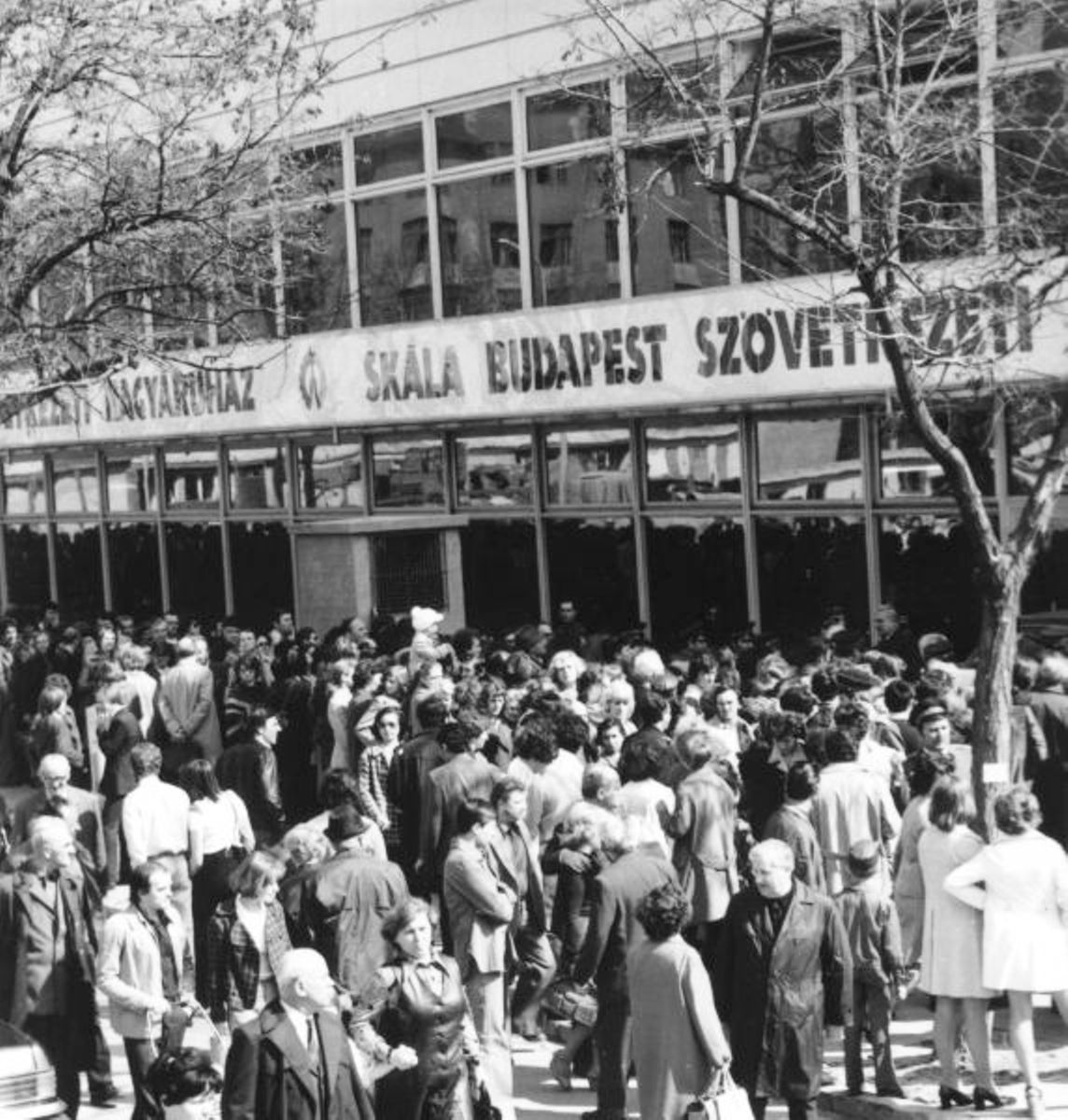
A Skála Budapest Szövetkezeti Nagyáruház megnyitása, 1976. április 3-án

A pártvezetés 1963-ra kicserélődött, teljesen autoriterré (tekintélyelvűvé) vált, már nem törekedett a totális diktatúrára, az emberek teljes körű ellenőrzésére. A sztálinista kádereket alsóbb pozíciókba küldték. Finomítottak a módszereken, az elnyomás közvetetté vált. Kádár meghirdette az „aki nincs ellenünk, az velünk van” politikáját, már nem volt kötelező hitet tenni a rendszer mellett, de ellene továbbra is tilos volt cselekedni akár szóban, akár más formában. A pártállam puha diktatúrája időszakában Magyarországot a nyugati sajtóban gyakran a szocialista tábor „legvidámabb barakkjának” nevezték, összehasonlítva más szocialista országok keményebb diktatúrájával, de hívták „gulyáskommunizmusnak” és "fridzsiderszocializmusnak" is a korszak élhetőbb körülményeire utalva. Mivel a pártvezetés úgyis a közreműködésük lehetősége nélkül, a fejük felett hozta a döntéseket, a nép elfordult a politikától.
Néhány kérdés tabunak számított az ellentmondásokban bővelkedő rendszer irányított nyilvánosságában: a rendszer legitimitását, ideológiai alapjait tilos volt megkérdőjelezni. (Például a szovjet megszállás tényét, a proletárdiktatúra szükségességét, a teljes foglalkoztatottság miatt a gyárkapun belüli rejtett munkanélküliség tényét, 1956 keményvonalas kádárista értékelését, Kádár János személyét, a kiterjedt szociális ellátórendszer következtében a nyolcvanas évekre ugyan mérséklődő, de megmaradó szegénység tovább élését.) Ezen felül azonban a legtöbb téma – a pártirányítás alatt álló sajtóban – gyakorlatilag vitatható volt az értelmiség részéről. Másfelől azonban bővült a lakosság titkosszolgálati megfigyelése, nőtt a besúgóhálózat, noha az NDK-beli szintet sohasem érte el. Csökkent a gyerekszületések száma (mint egyébként egész Nyugat-Európában is), amin az 1967-ben bevezetett GYES és az 1985-től utalt GYED bevezetése csak minimálisan tudott enyhíteni. 1971 és 2009 között létezett a szociálpolitikai támogatási rendszer (ismertebb nevén a "Szocpol"), amely a gyerek(ek)et vállaló családok önálló lakhatáshoz jutását segítette vissza nem térítendő támogatás formájában. (1986-ig célzottan csak lakótelepi panellakásokra lehetett igényelni. 1994-től megszüntetéséig megemelték az összegét.)
Az egyház korábbi uralkodó szerepét a magánéletben is igyekeztek visszaszorítani, az egyházi keresztelő helyett szocialista névadó ünnepséget, templomi szertartás helyett polgári, munkásőr vagy KISZ-esküvőt szorgalmaztak, egyházi végtisztesség helyett bevezették a társadalmi szervezetek által lebonyolított temetési szertartást. Ezek azonban csak az MSZMP párttagok számára voltak kötelezően elvártak.

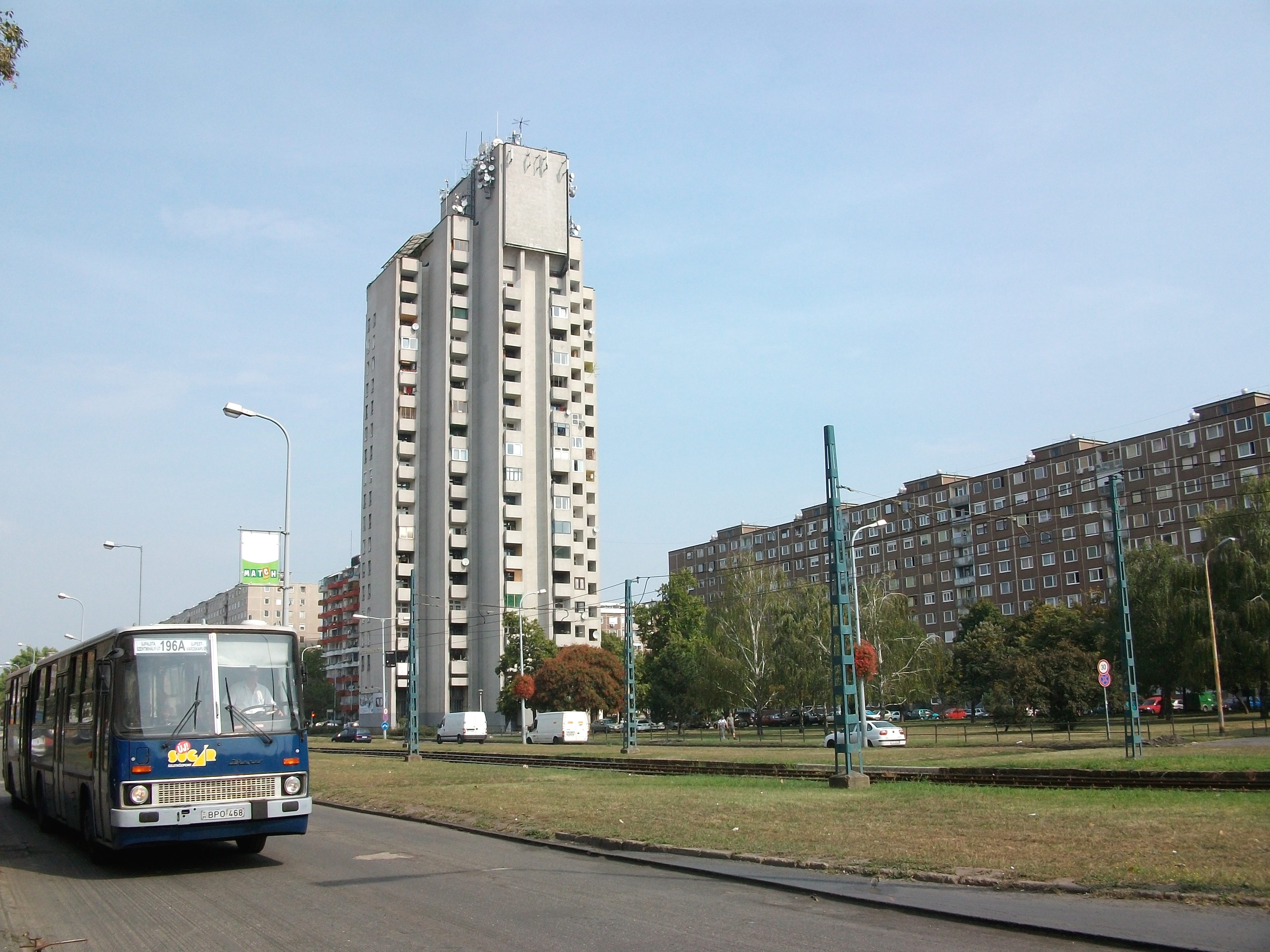
Újpalotai életkép Ikarus busszal és a Víztoronyházzal. A lakótelepek megoldották a nagyvárosokba áramló falusi népesség lakásproblémáját, a távfűtés, a fürdőszoba és az angol WC pedig pozitív minőségi ugrást képviselt az életformában

Az érett Kádár-rendszert a „gulyáskommunizmus” jellemezte, mert 1956 miatt stratégiai kérdésnek tekintették a hétköznapi szintű elégedettséget, ezért igyekeztek bármi áron, akár fenntarthatatlan módon is növelni az életszínvonalat. Üdülők és szállodák sokasága épült, általánosan elterjedt a nyaralás lehetősége. Korlátozottan engedélyezték a külföldi (akár nyugati) utazásokat: három évenként lehetett ilyen irányú kérvényt benyújtani, amit a hatóságok vagy engedélyeztek vagy elutasítottak. Ugyan lassú ütemben, de fejlődésnek indult a közlekedés és a távközlés. A támogatott magánházak (ekkor terjedt el a kisebb települések arculatát meghatározó Kádár-kocka) mellett lakótelepek tömege épült, jelentős részük panelházakból. Kórházakat és rendelőket emeltek, 1975-től (1998-ig) állampolgári jogúvá vált és 100%-os lett a társadalombiztosításban részesülők aránya, javultak az egészségügyi mutatók. Hozzá lehetett jutni tartós fogyasztási cikkekhez. Oktatási intézmények tucatjai épültek és javult az iskolázottsági szint. A politikailag megbízhatóak számára a szintén ingyenes felsőoktatás is elérhető volt osztályhelyzettől függetlenül. 1960-1978 között évente emelkedett a reálbér.

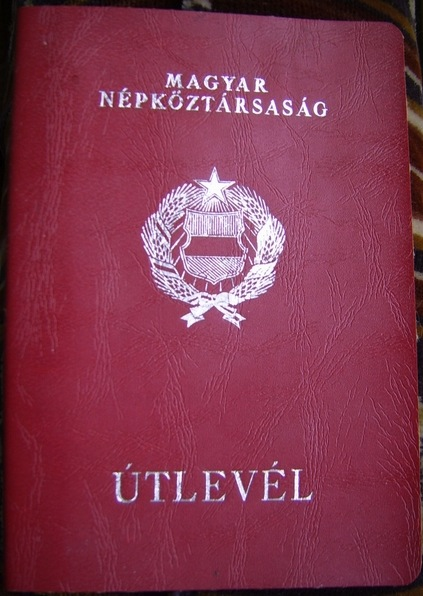
Csak szocialista országokba érvényes útlevél 1972-ből

A fejlődés forrása kezdetben az alacsony energiaárak mellett az egyre csökkenő ütemben növekvő termelés volt. A hatékonyság javítása érdekében a kommunista vezetés megpróbálta néhány piaci ösztönző óvatos – de akkoriban bátornak számító – bevezetését 1968-ban. Ez volt az úgynevezett új gazdasági mechanizmus. Az ambiciózus intézkedések a mezőgazdaságban hozták a legnagyobb sikereket, ahol a termelőszövetkezetek önállósodásával és a háztáji gazdaságok (mezőgazdasági kistermelők) engedélyezésével jelentős életszínvonal-emelkedés következett be. A termelőszövetkezetek ezután ipari melléküzemágakat is létrehozhattak. A szocializmus Moszkva akarata ellenében történő reformálhatóságába vetett remény a prágai tavasz leverésének hatására elillant. A gazdasági reform eredményeit vissza kellett fogni, mert a növekvő belső zavarok nem szovjet típusú politikai megoldását Kádár a Csehszlovákiában történtek után nem vállalta.
Ebben az időszakban a lakosság körében beindult a kispolgárosodás, amelyet a harmadik ipari forradalom technológiai vívmányai is segítettek. A fogyasztás legitimálásával (elvileg) bárki vásárolhatott vagy igényelhetett magának telefont, hűtőt, televíziót, autót, vásárolhatott nyaralót, és egyéb, az egyéni komfortérzetet jelentősen javító javakat, amely révén maga a rendszer is elviselhetőbbé vált. A korábbi erőltetett puritanizmust felváltotta a fogyasztói tömegkultúra, az egyenlőség elvét pedig a személyes egzisztencia fontossága.
A fejlődés és a jobb életkilátások miatt magának Kádárnak a megítélése is javult, már nemigen foglalkoztak a forradalom leverésében játszott szerepével és idővel afféle atyai vezetővé vált a nép szemében.

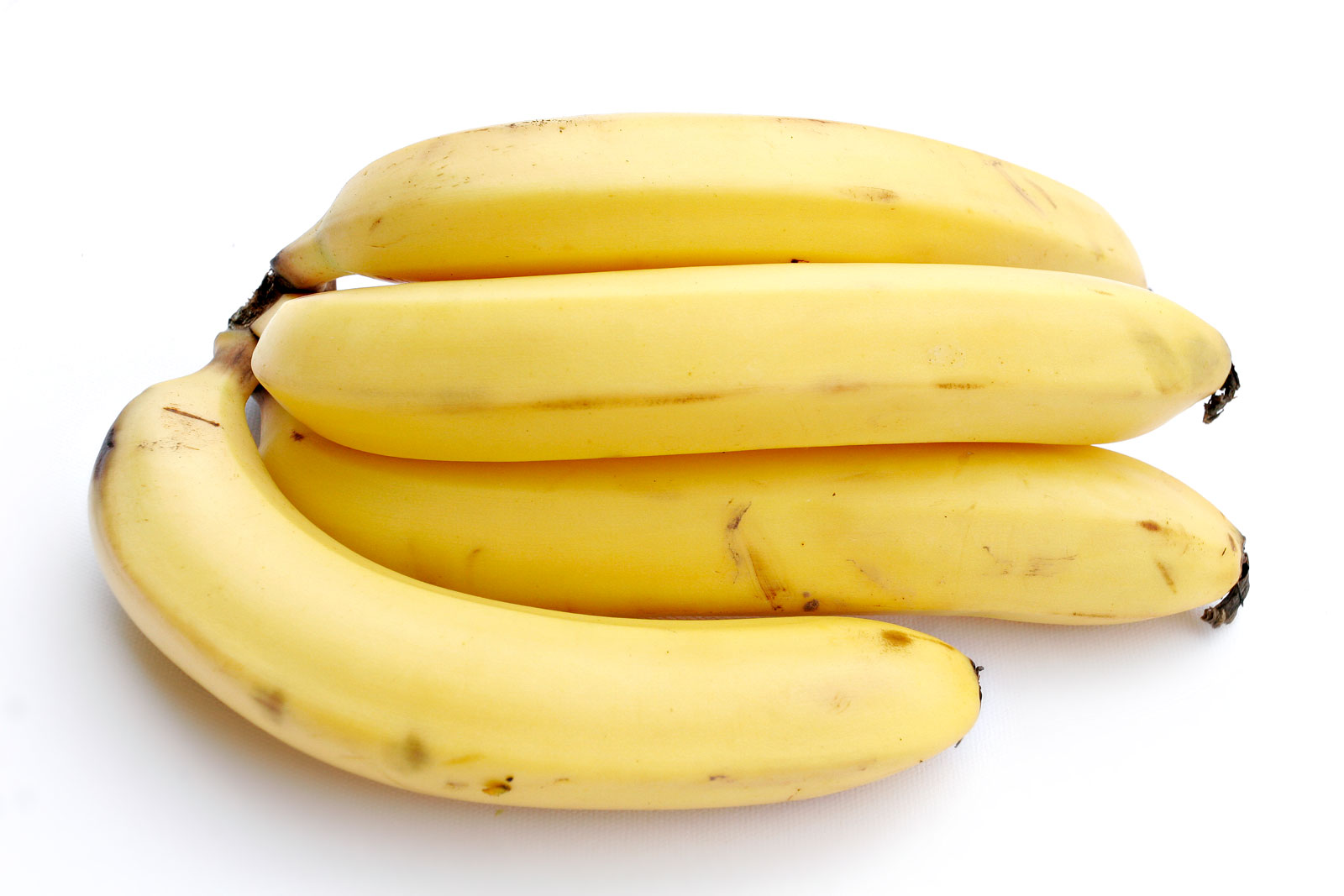
Banánt csak karácsony előtt lehetett kapni korlátozott mennyiségben

A fejlődésnek nagy ára volt. Az ország gazdaságilag eladósodott, fokozatosan nyugati függésbe került. Az új gazdasági mechanizmust 1972-ben vissza kellett vonni és a KGST 1973-ra képtelenné vált tovább elegendő segítséget nyújtani, elsősorban az ebben az évben kirobbant olajválság miatt. Noha a kádárista vezetés ideológiájában élesen szembehelyezkedett a nyugattal, a pártvezetés 1973-tól kezdve rendszeresen kapitalista országokból származó – elsősorban japán – banki hiteleket vett fel a gazdasági hiány pótlására. Ez a fajta kettős beszéd egészen a Kádár-rendszer bukásáig fennmaradt. Főként nyugati újságírók hatására terjedt el Magyarország ezen évei légkörének megjelölésére a legvidámabb barakk kifejezés.
A pártvezetés propagandája szerint a válság csak a kapitalista Nyugatot sújtja, és az olcsó nyugati kölcsönökből beindított nehézipari és energetikai beruházások nyereséges (például: eocén program és a Bős–nagymarosi vízlépcső) megtérülését várta. Ugyanakkor továbbra is a régi, nehezen eladható árukat termelték és az így keletkezett veszteségeket ellensúlyozták a nyugati hitelekkel.

## A rendszer hanyatlása (1979–1989)

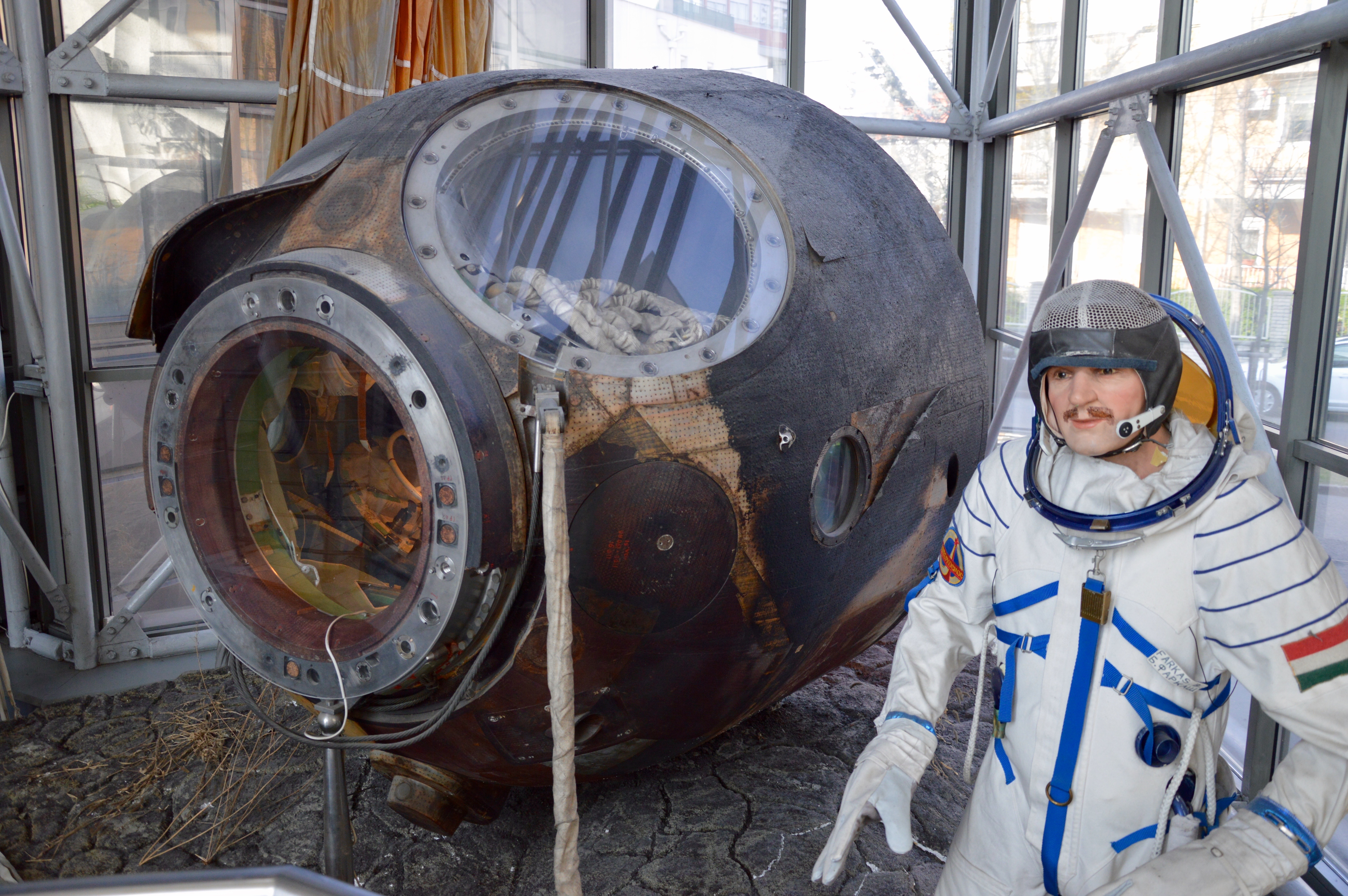
Farkas Bertalan, az első magyar űrhajós űrkabinja a Közlekedési Múzeumban

A gazdasági problémák fokozódásával (eladósodás, növekvő nyugati importfüggőség) nőtt a kommunista vezetés bizonytalanság-érzése, mert az 1956-os forradalom nagy tanulságának azt tartották, hogy nem szabad az életszínvonalat csökkenteni. Az 1980-as években az újraerőltetett korszerűtlen iparosítás (a nehézipar helyett már elsősorban az energiaszektorban) következtében egyre nagyobb összegeket vontak ki a mezőgazdaságból, az előző évtizedhez képest elhanyagolták az infrastruktúra fejlesztését, csökkent a közlekedés és a hírközlés fejlődése.
Az 1973-as majd az 1979-es olajválság, valamint a külföldi hitelekből fenntartott (mű)jóléti politika elhúzódó kölcsönhatása miatt 1982-re államcsőd-közeli helyzetbe sodródott az ország. A kiutat a Nemzetközi Valutaalap és a Világbank újabb kölcsönei jelentették, melyhez azonban Magyarországnak be kellett lépnie a világ két legnagyobb tőkével rendelkező kapitalista szervezetébe, ennek megfelelően 1982-ben IMF, 1983-ban IBRD (a Világbank elődje) tag lett. Az ártámogatások és a reálbérek csökkenése miatt az infláció növekedni kezdett. A kimerülő állami szféra és a hiánygazdaság negatív jelenségeinek enyhítéseként engedélyezték – az 1968-1971 közötti időszak kivételével megtűrt – magánszektor (a köznyelvben Kellér Dezső humorista nyomán: "maszek") valamint a második gazdaság egyre nagyobb szerepvállalását. (Például KFT-k, GMK-k és KTSZ-ek alakultak.) A magántevékenységekben dolgozók létszáma elérte az 1949 előtt mértéket. Ez az aktív korú népesség körében gyakran önkizsákmányoláshoz, túlhajszoltsághoz vezetett. A gazdaság elkezdett átalakulni tervgazdálkodásból piaci alapúvá. A lassú változásokat a közvéleményhez képest a hivatalos ideológia alig vagy nem követte. Évente emelkedtek az árak. A lakosság egyre elégedetlenebb lett. Alkoholfogyasztásban és az öngyilkosságok számában az ország vezető helyre került. Az életszínvonal emelkedése megállt.
1982-ben bevezették az ötnapos munkahetet. A szombat munkaszüneti nappá vált.
A kormány továbbra is a pártnak volt alárendelve, a országgyűlés egészen az első szabad választásokig csupán formalitás volt. Már 1979 után megjelentek az első ellenzéki csoportok, és az egyeduralkodó MSZMP-n belül is reformkezdeményezések indultak. Lassan kibontakozott a demokratikus ellenzék, és annak két nagy ága, a népi (nemzeti, vidék-centrikus) és az urbánus (városias, liberális). 1981-ben megalakult az ellenzéki sajtó, a szamizdat azaz illegálisan megjelenő Beszélő című folyóirat képében. Ezt később számos újabb lap követte (1984 Hírmondó, 1986 Demokrata, 1989 Hitel)
Gorbacsov új szovjet pártfőtitkár politikája 1985-től megnyitotta az utat a békés rendszerváltás felé.

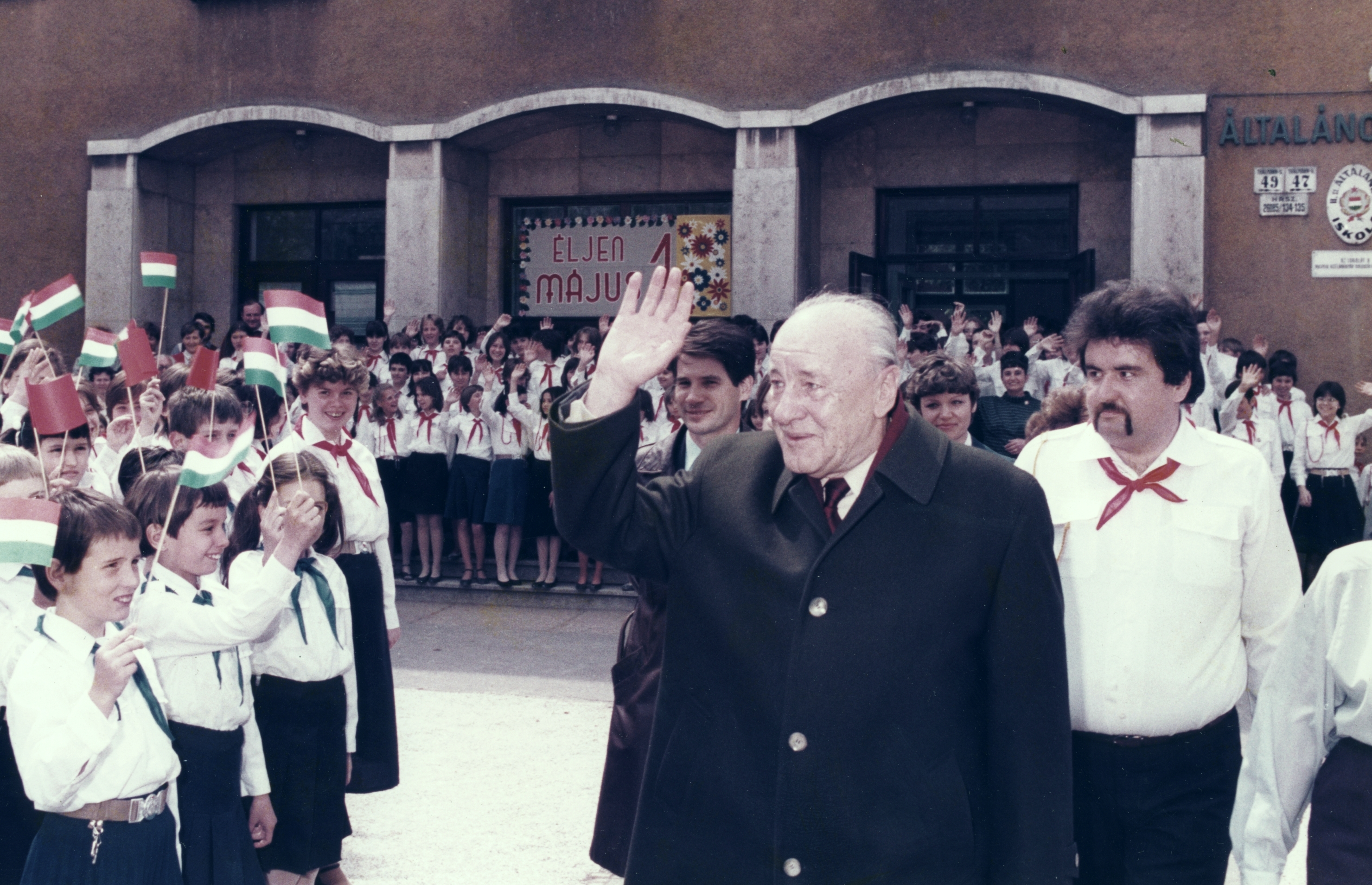
Kádár János látogatása a budapesti Thälmann (ma Fiastyúk) utca 47-49. alatti 2. sz. Általános Iskolában (ma Hegedűs Géza Általános Iskola) 1985-ben

1985. június 14-16-án a monorierdői kempingben – Donáth Ferenc szervezésében – találkozott negyvenöt magyar értelmiségi. A demokratikus ellenzék képviselőin kívül ötvenhatosok, reformközgazdászok, történészek, népi írók, a Kádár-rendszerrel szemben álló művészek is részt vettek a tanácskozáson. Az akkor illegális rendezvény, a monori találkozó, a magyarországi rendszerváltás előtti ellenzéki körök és csoportosulások, összességében a demokratikus ellenzék, első és igazából egyetlen olyan találkozója volt, amelyen mind az urbánus, mind a népi frakció jelen volt és valamiben egyetértésre jutott. Ugyanebben az évben vált szociális rászorultság alapúvá az addigi alanyi jogon járó bérlakás-kiutalás.
A fizetőképesség megőrzésére a kormány az NSZK-val kétszer 1 milliárd márkás hitelkeretben állapodott meg, amelyet 1987 és 1989 októberében folyósítottak. (Ezt 1990-ben újabb 500 millió márkás hitel követte a politikai átalakulás egyik gazdasági támaszaként.)
A magyar kormány és a Világbank 1988. július 1-jén írta alá az „Ipari szerkezetátalakítási kölcsön” (ISAL) szerződést, amelynek keretében megszületett többek között a társasági törvény és a hozzá kapcsolódó egyéb törvények, illetve azok elfogadásra kerültek. Így lehetővé vált az állami vállalatok részvénytársasággá alakulása, természetes személyeknek szavazati jogú részvény-vásárlása, valamint természetes személyeknek kft-k és részvénytársaságok alapítása. Átalakult a vállalati jövedelemadózás, a vasipar és a szénbányászat, a termelői és fogyasztói ártámogatások összege jelentősen (bár nem a vállalt 10%-kal) csökkent. Bevezették az ÁFA-t és a személyi jövedelemadót (SZJA) és az állampolgári jogon járó, a világ összes országába érvényes "világútlevelet". A gazdasági változás egyik előfutáraként tőkeerős nyugati cégek bevonásával vegyesvállalatokat alapítottak. Megkezdődött a szabályozatlan (spontán) privatizáció. Az energiaszektor veszteségesen üzemelő ágazatainak leépülése mellett az elmaradó megrendelések következményeként sorra mentek csődbe a keleti-európai országok piacaira termelő állami nagyvállalatok. Az évtized végére megjelent az addig jóformán ismeretlen munkanélküliség és hajléktalanság.
1987-ben a lakiteleki találkozón megalakult az első ellenzéki párt, az MDF, amelyet már a rendszer nem üldözött, az Ellenzéki Kerekasztal tárgyalások előtt legitimált, hogy törvényes tárgyalópartner lehessen az állampárttal. 1988-ra megjelent az úgynevezett szakkollégiumi értelmiség, mely a Bibó István Szakkollégium (ELTE-ÁJK) és a Rajk László Szakkollégium (Közgáz) hallgatóit (pl.: Orbán Viktor, Fodor Gábor, Urbán László) és tanárait (pl.: Stumpf István) jelölte. Többségük máig a politikai élet jelentős, meghatározó alakja. 1988 májusában az MSZMP országos pártértekezletén Kádár elvesztette hatalmát, a feltörekvő Grósz Károly és köre kihagyta a Politikai Bizottságból, és nem választották meg a párt főtitkárának sem, ehelyett a pártelnöki tisztséget kapta meg, ami már nem járt tényleges hatalommal. 1989. július 6-án meghalt Kádár és ezzel szimbolikusan a Kádár-rendszer is véget ért. 1989. október 7-én, az MSZMP XIV. kongresszusán új párt, az MSZP létrehozásáról döntöttek.
A folyamat végén, 1989. október 23-án Szűrös Mátyás kikiáltotta a Magyar Köztársaságot, ezzel a korábbi államberendezkedés végleg megszűnt.

## Kultúra

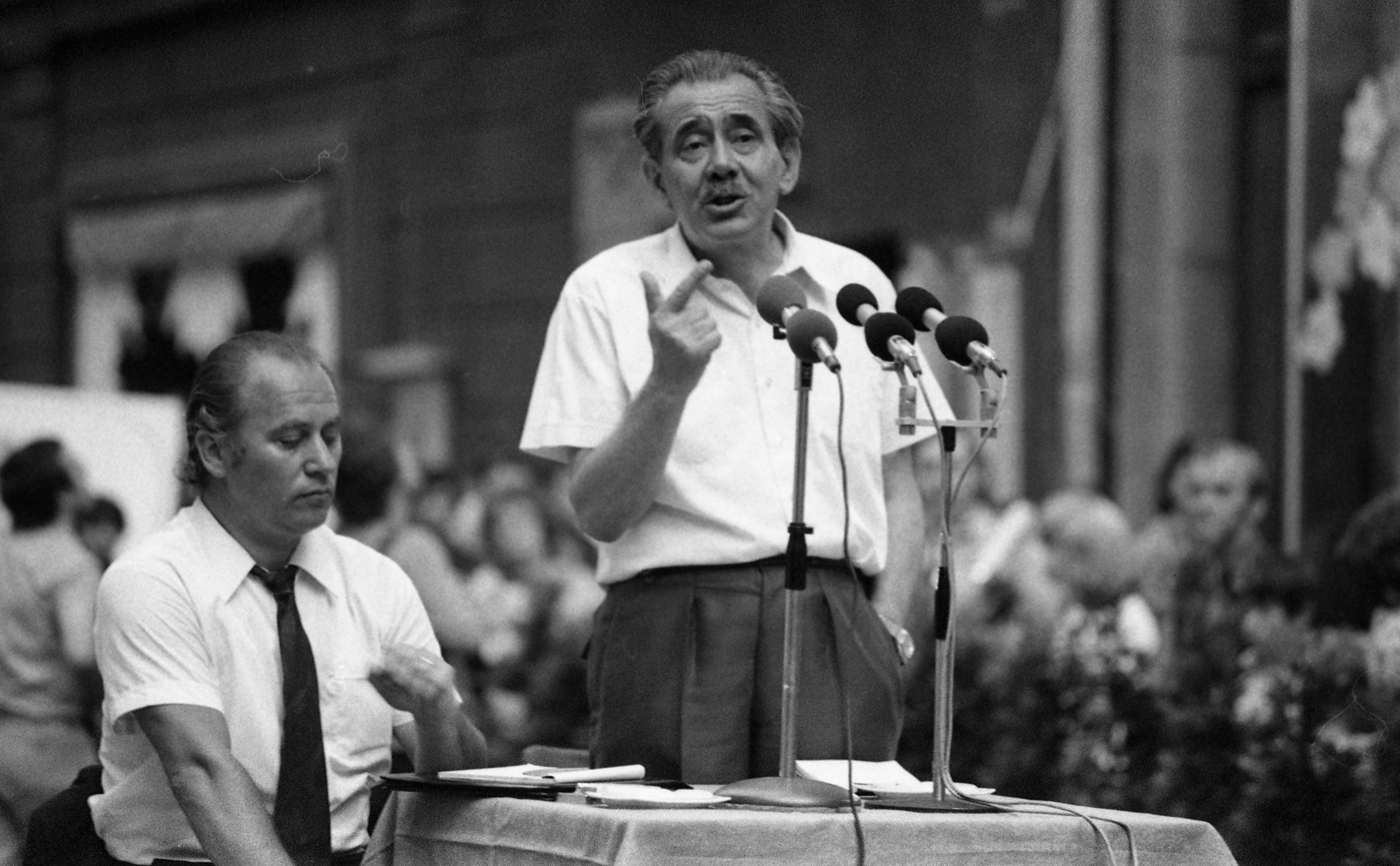
Aczél György

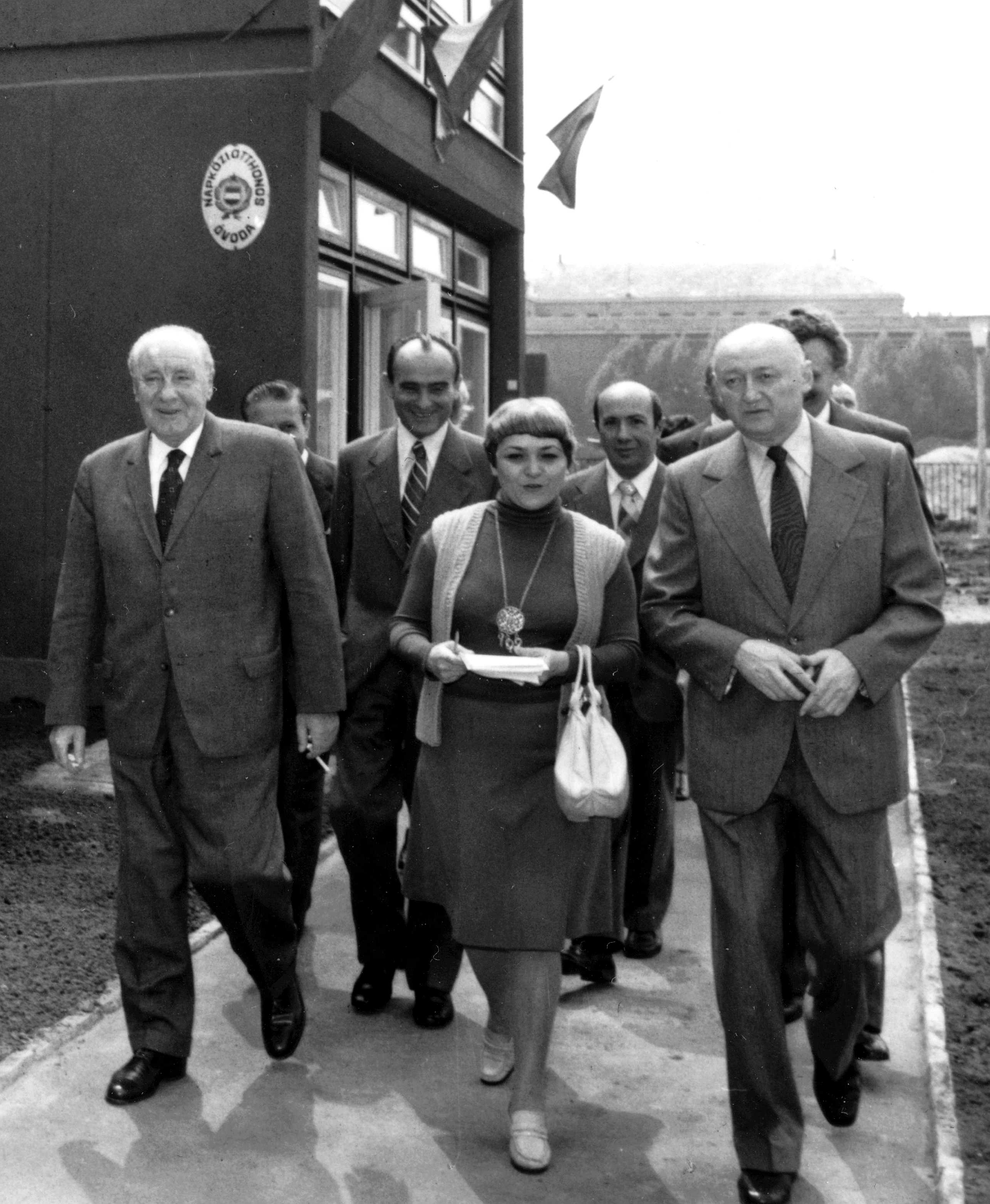
Kádár János (balra) és Biszku Béla (jobbra) 1985-ben a budapesti Kárpát utca 25-27. sz. alatti Zöld óvodánál (ma Zöld Ág Tagóvoda)

A korszak fokozatosan enyhülő állami kultúrpolitikáját az Aczél György nevéhez fűződő legendás Tűrt, Tiltott és Támogatott kategóriák határozták meg. Néhány kényes ideológiai kérdés (az ország adósságállománya, az 1956-os forradalom, a szovjet megszállás, az állampárt és a kommunista berendezkedés, a diktatúra bírálata, a munkásság és a határon túli magyarság helyzete, a létező szegénység, Kádár János valamint a főbb párt- és állami vezetők személye) tabu volt. A politizálást és a szélsőséges műfajokat leszámítva jórészt szabadon lehetett alkotni. A tabutémák közismertek voltak. Sokszor olyan jól működött az öncenzúra, hogy nem is kellett retorziókhoz folyamodni. Az irányított nyilvánosságot csak a külföldről sugárzott Szabad Európa Rádió és luxemburgi rádió, illetve az 1980-as években megjelenő szamizdat irodalom és alternatív kultúra törte meg. 1981-ben elkezdődött a szabadfoglalkozású zenei előadóművészek szakszervezetének megalakulása, amitől a hatalom – az ekkor zajló lengyelországi események miatt is – először volt hajlandó a hazai könnyűzenészekkel szakmai párbeszédet folytatni. Az évtized folyamán olyan, a hazai kultúrpolitikától távoli külföldi előadók koncertjei is megrendezésre kerülhettek, mint az Iron Maiden 1984-es, a Depeche Mode 1985-ös, vagy a Queen 1986-os budapesti fellépései.